# 2032年4月25日月食
2032年4月25日月食为一次將在协调世界时2032年4月25日出現的月全食。該次月食半影食分為2.245、全影食分為1.197。偏食維持了106分，全食維持33分。

## 概述
這次月食的食分是14.24，偏食維持了106分，全食維持33分。

## 基本參數
- 類型：月全食
- 食甚資料：
  - 日期：2032年4月25日
  - 時間：15:13
  - 月球位置：赤經14.24度、赤緯-13.8度
  - 食分：半影食分：2.245、全影食分：1.197
  - 持續時間：偏食106分、全食33分

## 外部連結
- NASA月食專頁（页面存档备份，存于）（英文）